# Levon Hayrapetyan
Levon Hayrapetyan (Ereván, 17 de abril de 1989) es un futbolista armenio que juega de lateral izquierdo en el Alashkert FC de la Liga Premier de Armenia. Es internacional con la selección de fútbol de Armenia.

## Carrera internacional
Hayrapetyan debutó con la selección de fútbol de Armenia el 9 de febrero de 2011, en un partido amistoso frente a la selección de fútbol de Georgia.
Su primer gol con la selección llegó el 28 de marzo de 2015, en la victoria de su selección por 4-3 frente a la selección de fútbol de los Emiratos Árabes Unidos.

## Clubes
| Club             | País            | Año         |
| ---------------- | --------------- | ----------- |
| Hamburgo SV II   | Alemania        | 2008 - 2010 |
| FC Pyunik Ereván | Armenia         | 2010        |
| Lechia Gdańsk    | Polonia         | 2011 - 2013 |
| Widzew Łódź      | Polonia         | 2013        |
| 1.FK Příbram     | República Checa | 2014 - 2015 |
| FC Pyunik Ereván | Armenia         | 2015 - 2016 |
| Paykan FC        | Irán            | 2016 - 2017 |
| FC Pyunik Ereván | Armenia         | 2017 - 2018 |
| Alashkert FC     | Armenia         | 2018 - Act. |